# Малья Каль, Рамон
Рамон Малья Каль (кат. Ramón Malla i Call; 4 сентября 1922, Сео-де-Уржель, Льейда, Испания — 18 апреля 2014, Льейда, Испания) — испанский католический прелат, епископ Льейды (1968—1999), одновременно исполнявший обязанности одного из соправителей Андорры вместе с президентом Франции (1969—1971).

## Биография
Обучался в семинариях Урхеля и Барселоны. Изучал теологию в Папском университете Саламанки (исп.) и каноническое право в Папском Григорианском университете в Риме. Вступил в священный сан 19 декабря 1948 года в Саламанке.
В 1949—1967 годах служил в различных приходских и епархиальных управлениях архиепархии Барселоны. В 1967 году назначен постоянным представителем епархии Уржеля в Княжестве Андорра и одновременно генеральным викарием.
24 июля 1968 года Папой Павлом VI назначен епископом Льейды. 27 октября 1968 году в кафедральном соборе Льейды апостольским нунцием в Испании, Луиджи Дадальо в сослужении архиепископа Барселоны на покое Грегорио Модрего-и-Касаус и епископа Урхеля Рамона Иглесиас-и-Наварри был возведен в должность.
В 1969—1971 годах являлся Апостольским Администратором епархии Урхеля и исполнял обязанности одного из соправителей Андорры. 29 октября 1999 года Папа Иоанн Павел II принял его отставку в связи с достижением 75-летнего возраста.
Являлся членом испанской епископской конференции (1978—1984), был членом комиссии по миссии и сотрудничеству Церквей (1974—1984), членом Епископальной Комиссии по делам епископов и религиозных руководителей (1984—2002), членом Экономического и правового совета (1969—1978). В 1978—1993 году являлся членом Экономического совета, с 1993 по 2002 годы был главой Епископального совета по правовым вопросам.